# 비탈리 부본
비탈리 스테파노비치 부본(우크라이나어: Віта́лій Степа́нович Бу́бон, 1983년 7월 20일~)은 우크라이나의 유도 선수이다. 2004년 하계 올림픽에 참가했으며 세계 선수권 대회에서 은메달 1개(2005)를 획득했다.